# ناثانيل ويليام بريور
ناثانيل ويليام بريور (بالإنجليزية: Nathaniel Hale Pryor)‏ هو جندي أمريكي، ولد في 1772 في فرجينيا في الولايات المتحدة، وتوفي في 10 يونيو 1831.